# Вилла Алгарви
Вилла Алгарви (также Алгарве; порт. Vila Algarve, Maputo) — бывшее жилое и административное здание в столице Мозамбика, городе Мапуту; было построено на пересечении улиц Авенида Мартирес да Мачава и Авенида Ахмед Секу Туре в 1934 году; в 1960-е годы, с началом колониальных войн в Португалии, здание было конфисковано властями колонии и стало резиденцией португальской тайной полиции ПИДЕ (DGS); являлось также тюрьмой; в 2011 году было внесено в список памятников архитектуры страны.

## История
После обретения Мозамбиком независимости здание оставалось пустым — отчасти из-за сложного прошлого. Заключенных зачастую задерживали и арестовывали без судебных решений; их часто пытали. Среди бывших заключенный виллы был мозамбикский поэт и член ФРЕЛИМО Жозе Кравейринья. Постепенно здание заняли местные бездомные. В 1999 году Ассоциация юристов Мозамбика приобрела здание и планировала разместить в нём свою штаб-квартиру: ассоциация оценила расходы на переезд в 400 000 евро. Однако, затем юридическая организация передала здание Министерству культуры страны, которое планирует открыть в нём «Музей освобождения Мозамбика» (Museu da Libertação de Moçambique).